# Bassem Youssef
Bassem Raafat Muhammad Youssef (El Cairo, Egipto, 22 de marzo de 1974) es un cómico, escritor, productor, cirujano, médico, crítico de medios de comunicación, y anfitrión de televisión egipcio-estadounidense.
Comenzó su carrera con The B+ Show (2011), inspirado en su experiencia durante la Revolución Egipcia de 2011, y más tarde saltó a la fama como presentador de Al Bernameg (El Espectáculo), un programa de humor satírico centrado en la política egipcia, entre 2011 y 2014. La prensa ha comparado a Youssef con el comediante estadounidense Jon Stewart, cuyo programa satírico The Daily Show inspiró a Youssef para empezar su carrera.
En 2013,  fue nombrado como una de las "100 personas más influyentes en el mundo" por la  revista de Time. Su vida y su carrera fueron retratadas en el documental estadounidense de 2017 Tickling Giants, y ese mismo año escribió Revolution For Dummies. Los proyectos actuales de Youssef incluyen  The Democracy Handbook.

## Biografía
Youssef se licenció en cirugía cardiotorácica por la Facultad de Medicina de la Universidad de El Cairo en 1998. Aprobó el examen de licencia médica de Estados Unidos y es miembro del Real Colegio de Cirujanos (MRCS) desde febrero de 2007. Ejerció como cirujano cardiotorácico en Egipto durante 13 años, hasta su paso a la comedia y la sátira política. También recibió formación en trasplante cardiaco y pulmonar en Alemania, tras lo cual pasó un año y medio en Estados Unidos trabajando para una empresa que fabrica equipos médicos relacionados con la cirugía cardiotorácica. En enero de 2011, Youssef asistió a los heridos en la plaza Tahrir durante la revolución egipcia. Youssef ha reconocido que la cirugía le ha convertido en "una persona mucho más trabajadora, un empollón, un perfeccionista".

### El espectáculo B+(2011)
Inspirado por la revolución egipcia de 2011, Youssef creó su primer espectáculo satírico en marzo de 2011. La idea inicial partió de su amigo Tarek El Kazzaz. Titulado The B+ Show por su grupo sanguíneo, el programa, de 5 minutos por episodio, se subió a su canal de YouTube en mayo de 2011 y obtuvo más de cinco millones de visitas solo en los tres primeros meses. El programa se rodó en el lavadero de Youssef con una mesa, una silla, una cámara y un mural de fotos amateur de la plaza Tahrir que costó 100 dólares. Youssef colaboró con Tarek El Kazzaz, Amr Ismail, Mohamed Khalifa y Mostafa Al-Halawany. Youssef utilizó las redes sociales para mostrar su talento y su espectáculo dio voz a los millones de egipcios que hervían de rabia por la cobertura de la Revolución Egipcia por parte de los medios tradicionales.

### Al Bernameg(2011-2014)
Tras el éxito de The B+ Show, el canal egipcio ONTV, propiedad del multimillonario egipcio Naguib Sawiris, ofreció a Youssef un contrato para Al Bernameg (literalmente, "El Programa"). Youssef había planeado trasladarse a Cleveland para ejercer la medicina, pero en lugar de eso firmó el contrato de su programa. Con un presupuesto de aproximadamente medio millón de dólares, la serie lo convirtió en la primera conversión de Internet a televisión en Oriente Próximo. El programa, que constaba de 104 episodios, se estrenó durante el Ramadán de 1432 (2011) con el ingeniero egipcio-estadounidense Muhammad Radwan como primer invitado. En su programa, Youssef ha parodiado a celebridades egipcias como el presentador Tawfik Okasha, el compositor Amr Mostafa, el candidato presidencial salafista Hazem Salah Abu Ismail y Mohamed El Baradei, antiguo director del Organismo Internacional de la Energía Atómica y candidato presidencial en una ocasión. El programa se convirtió en la plataforma para que muchos escritores, artistas y políticos hablaran libremente sobre la escena social y política. El éxito de Al-Bernameg inspiró una serie de iniciativas de aficionados en varios canales de medios sociales, que atribuyen su inspiración a The B+ Show. En junio de 2012, Jon Stewart invitó a Youssef a The Daily Show para una larga entrevista: "Conozco un poco el negocio del humor; tu programa es agudo, eres realmente bueno en él, es inteligente, está bien ejecutado, creo que es un mundo lo que estás haciendo ahí abajo", le dijo Stewart a Youssef.

### Detención e investigación (2013)
El 1 de enero de 2013, el diario Al-Masry Al-Youm informó de que un fiscal egipcio estaba investigando a Bassem Youssef acusado de difamar al presidente Mohamed Morsi, cuya oficina afirmaba que el programa de Youssef estaba "difundiendo noticias falsas susceptibles de perturbar la paz pública y la seguridad pública y afectar a la administración." A pesar de toda la polémica que suscita, Al Bernameg ha sido un gran éxito. Encabeza constantemente las listas regionales de YouTube, convirtiendo el canal de YouTube de Bassem Youssef en el más suscrito de Egipto.
El 30 de marzo de 2013 se dictó una orden de detención contra Youssef por presuntos insultos al islam y a Morsi. La medida fue vista por los opositores como parte de un esfuerzo por silenciar la disidencia contra el gobierno de Morsi. Youssef confirmó la orden de detención en su cuenta de Twitter y dijo que se entregaría a la fiscalía, añadiendo en broma: "A menos que tengan la amabilidad de enviar hoy mismo un furgón policial y me ahorren las molestias del transporte". Al día siguiente, fue interrogado por las autoridades antes de quedar en libertad bajo fianza de 15.000 libras egipcias. El suceso suscitó la atención de los medios de comunicación internacionales, así como un segmento del programa The Daily Show, de Jon Stewart, en el que declaró su apoyo a Youssef, llamándolo "amigo" y "hermano".

### Emigración desde Egipto
Tras el final de Al Bernameg, la policía egipcia del régimen de Al Sisi allanó las oficinas de la productora, detuvo a varios empleados y confiscó sus ordenadores. Según Youssef, la policía dijo al productor Amr Ismail que seguirían acosando a la empresa si Youssef no dejaba de hablar públicamente en conferencias internacionales. Los tribunales egipcios impusieron entonces una multa de 50 millones de euros a Youssef en un litigio contractual con la CBC. En el veredicto, los tribunales condenaron los programas de televisión satíricos y dieron a entender que Youssef estaba perturbando la paz e incitando a la agitación pública. Temeroso de ser detenido si permanecía en Egipto, Youssef huyó a Dubái el 11 de noviembre de 2014.

### 2015-presente: Carrera en Estados Unidos
En enero de 2015, el Instituto de Política (IOP) de Harvard, en la Escuela de Gobierno John F. Kennedy, anunció que Youssef sería becario residente durante el semestre de primavera. En febrero de 2015, se anunció que Youssef colaboraba con la productora de The Daily Show Sara Takslerpara su documental sobre su experiencia, Tickling Giants. Youssef declaró que no pudo decir que no a su petición de hacer el documental ya que, "en ese momento, ella estaba trabajando en The Daily Show, y yo no quería decir que no a nadie que trabajara con Jon Stewart. Así que básicamente dije 'sí' para estar en su lado bueno, pero descubrí que en realidad no había ninguna diferencia".
En noviembre de 2015, Youssef fue el anfitrión de la 43.ª edición de los Premios Emmy Internacionales en Nueva York. En otoño de 2016, Youssef fue profesor visitante en el Centro para la Democracia, el Desarrollo y el Estado de Derecho (CDDRL) de la Universidad de Stanford. Sus intereses de investigación se declararon como "sátira política y su papel en la interrupción de los tabúes políticos, sociales y religiosos."
En febrero de 2016, se anunció que Youssef había llegado a un acuerdo con Fusion para producir una serie digital, Democracy Handbook with Bassem Youssef. El programa se estrenó en línea y en un especial de emisión de una hora a mediados de julio de 2016. Tickling Giants, un documental sobre Youssef dirigido por Sara Taksler, se estrenó el 14 de abril de 2016 en el Festival de Cine de Tribeca. John Oliver y Ed Helms moderaron las sesiones de preguntas y respuestas durante las proyecciones en Los Ángeles.

### Incidente durante la guerra entre Israel y Gaza
El 17 de octubre de 2023, Youssef atrajo la atención de los medios de comunicación internacionales tras participar en una entrevista virtual en el programa Piers Morgan Uncensored, en la que habló -a menudo satíricamente- sobre el reciente ataque de Hamás contra Israel y la consiguiente guerra entre Israel y Gaza, así como sobre el conflicto más amplio entre israelíes y palestinos. También estableció comparaciones con la actual invasión rusa de Ucrania y criticó las tácticas del ejército israelí en la Franja de Gaza, preguntándose cómo percibiría el mundo occidental la respuesta de Israel al ataque si lo hubieran llevado a cabo tropas rusas. El vídeo obtuvo 17 millones de visitas el 22 de octubre, convirtiéndose en el más visto del canal. El 1 de noviembre de 2023, Youssef volvió al programa para una entrevista en persona después de que Piers Morgan le visitara en Los Ángeles para una discusión más seria, en la que Youssef se abstuvo principalmente de la sátira y debatió con Morgan sobre el antisemitismo y el histórico conflicto árabe-israelí.
Desde su entrevista con Morgan, Youssef ha continuado con sus comentarios propalestinos participando en debates en numerosos podcasts y canales de noticias, como PBD Podcast, ABC News Australia, LeBatard Show, TRT World, Al Arabiya y HARDtalk de la BBC. Aunque la entrevista de HARDtalk permanece en el sitio web de BBC News, parece haber sido retirada del canal de YouTube de BBC News. Por razones desconocidas, la entrevista se está volviendo a subir de YouTube.

## Reconocimientos
En 2013, Youssef fue nombrado una de las "100 personas más influyentes del mundo" por la revista Time y uno de los 100 Leading Global Thinkers de la revista Foreign Policy. En noviembre de 2013, el papel de Youssef en los medios de comunicación fue reconocido por el comité para la Protección de los Periodistas, que le concedió el Premio Internacional a la Libertad de Prensa, junto con otros tres periodistas.
En 2015, Youssef recibió un título honorífico y pronunció el discurso de graduación del College of Online & Continuing Education de la Southern New Hampshire University. Al Bernameg fue elegido por South by Southwest, uno de los mayores festivales interactivos internacionales, como la primera y más exitosa historia de conversión de internet a televisión en Oriente Medio. El canal de YouTube de Al Bernameg fue el primero de la región MENA en alcanzar el millón de suscriptores y recibió el trofeo del botón de oro.
El estilo cómico de Youssef le ha llevado a ser apodado "el Jon Stewart egipcio" por el programa satírico de Stewart The Daily Show, que a su vez había inspirado a Youssef para seguir una carrera en televisión.

## Vida privada
En 2010, Youssef se casó con Hala Diab, con quien tiene dos hijos. La familia reside en Los Ángeles, California. Diab es medio egipcia y medio palestina; su familia palestina es originaria de Ramla (actualmente en Israel) y fue desplazada a la Franja de Gaza ocupada por Egipto durante la guerra árabe-israelí de 1948. Youssef se identifica como musulmán. Se ha negado a regresar a Egipto mientras esté bajo el dominio del actual régimen militar.

## Películas
- 2017 Tickling Giants Documentary feature.[54]
- 2022 Under the Roses Short film.[55]
- 2023 Upsidedown Short film.[56]

## Programas
- 2011 The B+ Show                       Él mismo                         Programa satírico de YouTube
- 2012-2014 Al Bernameg              Él mismo/presentador      También creador. 3 temporadas
- 2016 Democracy Handbook         Él mismo/presentador      También creador. webseries
- 2017 Duck Tales                           Sabaf / Toth-Ra               Voz; Episodio: "The Living Mummies of Toth-Ra!"
- 2018 Apple and Onion                  Kobeba / Kofta                Voz; Episodio: "Falafel's Fun Day"
- 2020 Ask Bassem                         Él mismo/presentador      También creador. 3 episodios
- 2021 The Problem with Jon Stewart      Él mismo                Episodio: "The Problem with Freedom"
- 2022 Mo                                       Abood Rahman                2 episodios
- 2022 Ramy                                  Gamal                              Episodio: "Limoges"
- 2022 The Mark Twain Prize  for American Humor: Jon Stewart   Especial de televisión
- 2023 Special Ops: Lioness           Amrohi                            Episodio: "Gone is the Illusion of Order"
- 2023 Upload                                 Miro Mansour                  4 episodios

## Nota
- Esta obra contiene una traducción parcial derivada de «Bassem Youssef» de Wikipedia en inglés, concretamente de esta versión, publicada por sus editores bajo la Licencia de documentación libre de GNU y la Licencia Creative Commons Atribución-CompartirIgual 4.0 Internacional.